# Agustí Centelles i Ossó
Agustí Centelles i Ossó (València, 21 de maig de 1909 - Barcelona, 1 de desembre de 1985), fou un fotògraf català, tot i que valencià de naixement.
És considerat un dels pioners del fotoperiodisme modern a Europa; les seves imatges són de les més representatives i famoses de la Guerra Civil, tant de la rereguarda a Barcelona, els bombardejos de Lleida, el front d'Aragó o l'estada als camps de refugiats republicans a Catalunya Nord i Occitània. A Catalunya i a València han arribat a donar-li els noms de Robert Capa català o Robert Capa valencià.

## Biografia

### Infància i anys d'aprenentatge
Agustí Centelles i Ossó va néixer el maig de 1909 al barri del Grau de València. El seu pare, ferrer i electricista, era de Llíria (València) i la seva mare era de la Morera de Montsant (Tarragona). El nen queda orfe de mare i el seu pare se'n va amb el fill cap a Barcelona, on es casa per segona vegada.
D'infant, Agustí va molt poc a l'escola i amb moltes interrupcions a causa de la seva salut. Als onze anys va voler posar-se a treballar per ajudar a casa i el 1920 entra de grum a les oficines d'una empresa de construccions elèctriques. Va estar-hi quatre anys.
Als tretze anys comença la seva passió per a la fotografia; el seu pare li havia regalat una càmera, encara que, enlluernat pel cinema, el que volia ser era operador cinematogràfic. Als quinze anys decideix ser fotògraf de professió i ingressa a l'Agrupació Fotogràfica de Catalunya, on aprengué el retoc de negatius. Entrà d'aprenent sense sou a l'estudi del famós fotògraf Ramón de Baños, que havia donat el curs que havia seguit Centelles i que tenia molta clientela entre gent important. Al cap de tres mesos, en absència del mestre, l'aprenent ja feia els retrats als clients, especialment actrius de revista.
Quan el diari El Día Gráfico va inaugurar uns nous tallers, Centelles hi va entrar d'aprenent a la secció de fotografia. De dia s'estava a l'estudi de Baños i des de les sis de la tarda fins a les dues de la matinada treballava al diari. Va estar dos anys i mig a El Día Gráfico i va conèixer el medi en què havia de desenvolupar la seva vida professional.
El 1927 Centelles va deixar les dues feines i va entrar a treballar a la galeria fotogràfica de Josep Badosa a la Plaça de Catalunya de Barcelona. Segons Centelles, Badosa era el millor dels reporters gràfics barcelonins d'aquella època. Va passar quatre anys a la galeria de Badosa i en aquest temps es va formar com a reporter gràfic. Badosa li va donar plena llibertat per fer fotos segons el seu criteri personal. Amb Badosa, Centelles s'introdueix al fotoperiodisme.
Té oportunitat de viure la proclamació de la República Catalana per part de Francesc Macià el 14 d'abril de 1931 i el fotografia durant la seva declaració. Aquell 1931 Centelles ha de deixar la feina per fer el servei militar, i en tornar ha de treballar per a dos fotògrafs associats, Sagarra i Torrents, que treballen de reporters gràfics. Va estar dos anys i mig amb ells, i hi cobrava 75 pessetes setmanals. Les seves ànsies innovadores topen amb el fet que se li marqui l'hora, la distància i el lloc des d'on ha de fer la fotografia. Al final el deixaren sense feina; quan el van fer fora feia un mes que havia comprat una càmera Leica de 900 pessetes que havia de pagar a lletres de 100 pessetes al mes. Li havia vist la càmera a un fotògraf d'esports, que podia fer fins a tres fotos en una mateixa jugada de futbol.

### Maduresa i independència laboral
Des del començament de 1934 es va dedicar a fer, per compte propi, reportatges que enviava als diaris. En aquells temps els reporters gràfics a Barcelona eren una desena. L'estil de Centelles va agradar tant els diaris que va arribar a guanyar 2.500 pessetes netes al mes. Publica a la majoria de revistes i diaris importants de l'època, La Humanitat, Diario de Barcelona, La Rambla, Última Hora, La Publicitat, L'Opinió i La Vanguardia.
El desembre de 1935 Centelles es va casar pel civil amb la filla de la portera de la casa on era l'estudi fotogràfic de Sagarra i Torrents. El 1937, en plena Guerra Civil, neix el primer fill del matrimoni.
El matí del 19 de juliol de 1936, Centelles va ser el primer periodista gràfic de Barcelona que va sortir al carrer per documentar els esdeveniments de l'alçament feixista i la resposta popular. Els dies següents va fotografiar els consells de guerra, la formació de milícies i la sortida de columnes cap al front d'Aragó. Temporalment exempt del servei militar va acompanyar al front diverses columnes i fotografia la campanya. El 1937 és mobilitzat i destinat a la Unitat de Serveis Fotogràfics de l'Exèrcit republicà, amb seu a Lleida. El desembre de 1937 fotografia la batalla de Terol. A començament de 1938 s'encarrega d'organitzar i dirigir l'arxiu fotogràfic de l'exèrcit de Catalunya, amb seu a Barcelona. Treballa amb el comissari de propaganda de la Generalitat Jaume Miravitlles i el fotògraf publicitari Pere Català i Pic, director de publicacions de la unitat de propaganda.

### Camps de concentració i l'Espanya feixista
Quan va rebre ordres el 1939 d'evacuar de Barcelona a Girona els arxius fotogràfics de l'exèrcit, Centelles, simultàniament, va empaquetar el seu arxiu particular. En una maleta de mida gegant va col·locar una càmera Leica, un rudimentari equip de revelat i 4.000 negatius de 35 mm sobre la Guerra Civil, i principalment de la revolta de Barcelona i el front d'Aragó. De Girona va passar a Figueres. Els 30 darrers quilòmetres cap a Catalunya Nord els fa a peu, tot travessant de nit el Pirineu nevats.
Com milers de refugiats va ser internat en un camp de concentració, primer al d'Argelers i després al de Bram. Allà, amb un altre fotògraf de Barcelona, Pujol, munta una petita càmera obscura clandestina, que muntaven i desmuntaven cada nit. Van fer les fotografies que després demostrarien les condicions en què van malviure els refugiats.
El setembre de 1939 Centelles aconsegueix permís per sortir del camp i per collir raïm prop de Carcassona. Poc després és autoritzat a treballar en un estudi de fotografia d'aquesta localitat. El 1942 entra a formar part d'una organització clandestina composta principalment de republicans i s'encarrega de la provisió de carnets d'identificació per a la resistència. La maleta dels seus negatius l'amaga a l'estudi de fotografia.
A la primeria de 1944 la Gestapo localitza el laboratori clandestí que fa servir Centelles, l'organització el desmantella i evacua el fotògraf a Andorra. Abans de marxar Centelles va empaquetar curosament el seu arxiu de fotos de la Guerra Civil. Col·loca els negatius en unes capses de cartró i després en una de fusta que va confiar a una parella de camperols de Carcassona. Des d'Andorra, Centelles viatja clandestinament a Barcelona per veure la seva família. S'està dos anys i mig amb la seva família. Decideix presentar-se a les autoritats franquistes. No podia treballar de reporter gràfic per ser considerat enemic del règim de Franco. Tots els diaris, a més, eren controlats pels vencedors de la guerra.
Centelles renuncia al fotoperiodisme i treballarà en botigues de fotografia i d'ajudant d'altres fotògrafs, després muntarà un estudi de fotografia industrial i comercial que instal·la en 1952 al carrer de la Ciutat de Balaguer, 31, al barri de Sant Gervasi de Barcelona.
El 1947 neix el seu segon fill, Octavi. Anys més tard treballarien pare i fills plegats a l'estudi.
El 1950 va ser jutjat pel seu passat republicà per un tribunal franquista que el condemna a 12 anys de presó, encara que li van commutar la pena per presó atenuada al seu domicili fins a 1956.

### Recuperació de l'obra de Centelles
L'agost de 1976, gairebé un any després que morís el dictador espanyol Franco, amb el seu amic l'historiador anarquista Eduard Pons Prades, que havia conegut al camp de Bram, Centelles retorna a Carcassona per recuperar els negatius. Els fills de la parella de camperols als quals havia confiat el seu arxiu l'hi retornen en la mateixa caixa de fusta que els havia deixat trenta-dos anys abans.
A l'octubre de 1977 Centelles registra el seu nom al Registro Oficial de Periodistas del Ministerio de Cultura. El gener de 1978 l'Associació de la Premsa de Barcelona el va tornar a fer membre com a tots aquells que van ser expulsats de l'Associació en acabada la guerra.
Just després de tornar a Barcelona amb el material de la Guerra Civil recuperat, Centelles va començar a positivar els negatius, datats entre el 1934 i el 1939.
El 1978 fa una primera exposició a la seu de Convergència Democràtica de Catalunya a Barcelona –"Imatges d'un reporter"- que va ser seguida d'una sèrie d'exposicions per tot Catalunya i després per tot l'Estat. El 1980 participa en l'exposició itinerant La Guerra Civil española que aplegà material de diversos fotògrafs.
Des del 1980 les fotografies de Centelles sobre la Guerra Civil es van exposar àmpliament i també reproduir, sovint sense autorització o sense que li fossin atribuïdes, en multiplicitat de llibres i publicacions.
L'estiu de 1984 el Ministeri de Cultura va muntar l'exposició Idas y caos: aspectos de las vanguardias fotográficas en España. Entre el material hi havia nou fotografies d'Agustí Centelles. A finals de 1984 el Ministeri de Cultura li concedí la distinció més important del govern espanyol pel que fa a les arts visuals, el premi nacional d'arts plàstiques. Va ser el segon fotògraf en obtenir aquesta distinció, després del fotògraf barceloní Francesc Català Roca, al qual se li concedí l'any 1983. No va poder recollir el guardó perquè va caure malalt el juny del 1984.
Agustí Centelles va morir a Barcelona l'1 de desembre de 1985, als 76 anys.

## Catalanitat
Centelles, tot i haver nascut a València, la seva família materna era catalana i ell va marxar de menut a viure a Barcelona, per la qual cosa es considerava català. Així es mostra en una carta d'Agustí Centelles al seu fill Sergi, escrita des del camp de concentració de Bram:
| «                                                           | "Sia la que sia la nostra sort i allà on estem tu, ta mare, jo i els altres familiars que puguin estar amb nosaltres, tingues l'orgull i la satisfacció de dir-te català (...) Si ho fes en castellà, estic segur que hauria de sortir-me més arrodonit, més florejat, però no. Prefereixo que la lectura d'això sia en català perquè d'aquesta forma t'arribi més a l'ànima." | » |
| — Carta d'Agustí Centelles al seu fill (20 d'abril de 1939) | |   |

## La maleta de Centelles
El 20 de gener de 1939 Centelles va classificar i empaquetar el seu arxiu de fotos i negatius de pas universal. Mobilitzat com a soldat i responsable del gabinet fotogràfic del SIM, el Servei d'Informació Militar i davant l'avenç de l'ocupació franquista de Catalunya, Centelles abandona Barcelona quatre dies més tard per anar cap a Figueres i el 5 de febrer rep l'ordre d'evacuació cap a la Catalunya Nord juntament amb la resta de personal del gabinet.
Salvador i Ferran Pujol s'encarreguen de portar la maleta de Centelles a l'estació de tren. El dia 8 els components del gabinet entren al camp de concentració d'Argelers. L'historiador anarquista Eduard Pons Prades valora que en aquell moment la maleta va estar en perill de perdre's. Prades acompanyarà Centelles anys més tard en el viatge per recuperar la maleta.
Les primeres setmanes d'internament van ser les més crítiques. Regnava el desordre i eren habituals els robatoris i les baralles amb arma blanca i fins i tot armes de foc, i hi va haver morts i ferits. Gràcies a un grup d'amics, Centelles va mantenir aquella maleta fora de perill, lluny dels lladres presos i els gendarmes francesos.
L'1 de març Centelles i els seus companys van ser traslladats al camp de concentració de Bram, on va estar detingut fins al 13 de setembre.
En entrar al Bram van ser escorcollats i registrats. Al seu diari Centelles anota: “el gendarme em pregunta què són tantes càmeres fotogràfiques. Li ensenyo el carnet de la FIJ, la Fedèration International des Journalistes, i em respon 'pardon, monsieur'. Ja no mira detingudament la maleta amb l'arxiu de negatius ni la cartera gran”.
Al Bram, denominat “camp model” per les autoritats franceses, Centelles va continuar vigilant el seu arxiu i hi va afegir quasi 600 fotografies més. Es va instal·lar a Carcassona a partir de setembre de 1939 i va continuar guardant el seu arxiu. El 1942 entra a formar part del Grup de Treballadors Estrangers 422, (GTE 422), on es fa amic d'Eduard Pons Prades.
Centelles torna a Barcelona durant la primavera de 1944. Abans de marxar, va deixar el seu arxiu empaquetat en una capsa de fusta de llet condensada i a dins els negatius en paper perfectament disposats. El 5 de maig la Gestapo va fer diverses detencions entre membres del GTE. Aleshores Pons Prades i Antonio Arderiu Ros van traslladar en moto amb remolc la caixa fins a Roullens, on la van deixar a casa d'uns camperols emigrants espanyols. Després de l'alliberament de Carcassona el setembre, van tornar a recollir la capsa per deixar-la a la casa de la família Degeilh, amb qui s'hi havia allotjat Centelles.
Durant 32 anys els negatius de Centelles van estar guardats a les golfes del número 4 del carrer Orliac de Carcassona. El 1962 Centelles va viatjar a Carcassona amb la seva família, però no va dir res sobre l'existència de l'arxiu.
El seu fill Sergi Centelles ha comentat sobre aquest viatge que el seu pare va posar com a pretext veure la gent amb qui havia estat. Van anar a la casa i va deixar la seva família parlant amb els Degeilh. Centelles va entrar a la casa, va sortir al cap d'una estona i va dir que no havia trobat res. Sergi Centelles suposa que el que va fer el fotògraf va ser comprovar que tot estava en perfecte estat. Però Centelles no els va dir res.
En una entrevista de televisió de 1979 per al programa “Imágenes”, dirigit per Pilar Chamorro, Agustí Centelles va comentar: “quan vaig sortir del camp vaig anar a parar a casa d'uns francesos, potser els millors de França. M'estimaven i m'estimen molt, i allà els vaig deixar la maleta i els vaig dir que algun dia tornaria, però la maleta només la podria recuperar jo, que ja tornaria. Al cap de 15 anys vaig tornar amb la meva esposa. La maleta estava bé. Aleshores la vaig convertir en una capsa i ho vaig posar tot en ordre. Ho vaig deixar allà. Com la vaig trobar és com la vaig deixar”.
Existeixen dues versions sobre el canvi de maleta a capsa. La de Pons Prades data el canvi el 1944, i Centelles ho data als anys 60. Però Centelles, juntament amb Pons Prades, viatgen el 1976 a Carcassonne per recuperar l'arxiu i portar-lo a Barcelona. El contingut, en perfecte estat.
Els diumenges, a casa del fotògraf, Centelles positiva, classifica i ordena tot el material fotogràfic. Se serveix de la seva bona memòria i la de Pons Prades, que l'ajuda.

## L'arxiu fotogràfic

### Polèmica
El 2009 els fills i hereus d'Agustí Centelles, Sergi i Octavi, van vendre per 700.000 euros l'arxiu fotogràfic del fotoperiodista al Ministeri de Cultura del Govern espanyol, que encara estava pendent d'instal·lar-se en un nou edifici preparat per acollir el material del Centre Documental de la Memòria Històrica de Salamanca.
Sergi i Octavi Centelles van rebre diverses ofertes per part d'entitats socials, inclosa la Generalitat de Catalunya, particulars i empreses de subhastes, però van declarar haver acceptat l'oferta del Ministeri per considerar que oferia un millor projecte expositiu i una major difusió de la seva obra. No va ser aquesta l'oferta més alta, segons el portaveu de la família, Joaquín D. Gasca. Per la seva part, l'oferta de la Generalitat catalana no va arribar a mig milió d'euros. Gasca va assenyalar que, a més, el projecte museístic que aportava la Generalitat era inconcret, poc adequat per a una de les grans figures del fotoperiodisme.
Quan es va vendre l'arxiu fotogràfic a Cultura es va firmar una acta notarial en què se senyala que una de les “condicions expresses per a la transmissió de la propietat del fons a l'Administració General de l'Estat és la permanència definitiva, conjunta i indivisible dels documents al Centre Documental de la Memòria Històrica de Salamanca”. Una altra de les condicions de la venda al Ministeri de Cultura, fou la difusió internacional del fons, format per 12.513 negatius i 928 plaques de vidre.
Segons Sergi, un dels germans Centelles, la Generalitat els va enganyar en obrir el 2009 un expedient per incorporar l'arxiu com a bé d'interès cultural mentre negociaven amb el Ministeri, la qual cosa fou considerada pels fills del fotògraf com “un intent d'espoli, com el que vam patir el 1939”.
El 4 de març de 2010, en un acte a Barcelona, a la Universitat Pompeu Fabra, els germans Centelles van explicar que a més de l'expedient, el tracte inapropiat del subdirector general d'Arxius, Ramon Alberch els va portar a prendre la decisió de vendre l'arxiu a l'Estat i no a la Generalitat. Els germans Centelles neguen qualsevol contacte posterior amb el Departament de Cultura de la Generalitat, perquè en cas d'haver-hi hagut converses es podria haver parat l'acord final.
El juliol de 2010, a instàncies de l'Ajuntament, es va destapar a Barcelona una placa commemorativa a la façana de l'edifici en què el fotògraf va instal·lar el seu estudi, al barri de Sant Gervasi. Octavi Centelles va declarar que la majoria dels escenaris de les fotografies que va fer el seu pare “són de Barcelona i reflecteixen la història i la vida de la ciutat”, i que si les negociacions sobre la ubicació de l'arxiu s'haguessin fet amb l'Ajuntament de Barcelona, el llegat estaria a la ciutat i no s'hauria de justificar.
L'Institut de Cultura de l'Ajuntament barcelonès va mantenir converses per exposar l'obra del fotògraf al castell de Montjuïc, on finalment ha tingut la seu l'entitat Memorial Democràtic. El projecte expositiu no va veure la llum per falta de finançament a causa de la crisi econòmica. En l'acte celebrat a la Universitat Pompeu Fabra, amb assistència dels germans Centelles, el 5 de març de 2010, aquests van afirmar que havien refusat una oferta de l'Ajuntament de Barcelona per instal·lar al castell de Montjuïc una exposició permanent amb l'obra del seu pare, i Octavi va dir que el lloc “està ple de canons i lluny del centre”. El delegat de Cultura del consistori barcelonès, Jordi Martí, ha reconegut que hi va haver converses per tal d'aconseguir que part del fons de Centelles es quedés a la ciutat, al castell o un altre lloc.
El Centre Documental de la Memòria Històrica (CDMH), amb seu a Salamanca, va rebre l'últim fons de fotografia publicitària i industrial d'Agustí Centelles el 18 de desembre de 2011. Aquest arxiu està format per més de 10.000 instantànies, de les quals 7.000 negatius han estat cedits pels hereus del fotògraf, en règim de dació al Ministeri de Cultura espanyol per a la seva custòdia, de manera única, permanent i indivisible en el CDMH.
Els fons de fotografia publicitària d'Agustí Centelles reuneix treballs desenvolupats a partir de 1947 i fins a la dècada dels 80. Després de la Guerra Civil, Centelles va passar 8 anys exiliat a França, i de retorn a Espanya fou jutjat i inhabilitat com a fotoreporter. No va poder tornar a exercir el fotoperiodisme i va treballar per empreses i agències de publicitat, a més de retratista. Com a retratista destaquen els seus treballs amb el pintor Salvador Dalí, el tenor Hipólito Lázaro, el ciclista Federico Martín Bahamontes, el torero mexicà Carlos Arruza i el músic Xavier Cugat.

### Drets d'autor
A febrer de 2010 els fills del fotògraf Agustí Centelles iniciaren una bateria de reclamacions per la pirateria de fotos del seu pare, mort el 1985. Van reclamar als testimonis de Jehovà 60.000 euros per publicar, el 1994 a la seva revista Atalaya, la foto d'una dona plorant de genolls davant del cadàver del seu marit mort en els bombardejos feixistes de Lleida el 1937, uns personatges que eren els pares del periodista Josep Pernau. La revista va reproduir milions d'exemplars en una edició que es va arribar a traduir a 115 idiomes. Encara que la reclamació de 60.000 només corresponia a la difusió de la revista a Espanya. Es va calcular que el 1994 els drets de la difusió d'una fotografia com aquella hagués suposat 500.000 pessetes. Els testimonis de Jehovà havien adquirit una còpia de la fotografia al servei de reprografia de l'antic Institut Municipal d'Història de Barcelona per 6.000 pessetes. Els Centelles es van assabentar del cas per un ex membre del grup religiós. Segons Sergi Centelles l'albarà de venda especificava que se cedia la imatge, mai els drets de difusió. Els germans Centelles també van contactar amb un bufet d'advocats per demandar a l'editora de la revista als Estats Units.
Els hereus d'Agustí Centelles van emprendre també accions contra l'editorial Espasa Calpe per reproduir fotografies sense citar-lo durant 50 anys, a la Fundación Francisco Franco i a Ediciones Susaeta. Els drets d'explotació van seguir vigents fins al 2011, i els germans Centelles es van queixar del fet que l'obra del seu pare estava sent mal utilitzada en benefici d'empreses i entitats, i ells volies decidir on es publicaven i amb quins fins.

### Vendes i subhastes
El 16 de desembre de 2009 va tenir lloc a la Sala Soler i Llach de Barcelona una subhasta en la que una desena de còpies vintage foren adquirides per 12.300 euros pel Ministeri de Cultura, que va fer valer el dret de tanteig. Entre les imatges subhastades estaven dues de les més famoses de l'autor, la d'uns guàrdies d'assalt disparant fusells parapetats rere un cavall mort, de 1936, i la d'una mare que plora la mort d'un fill en un bombardeig a Lleida, de 1937. La primera es va vendre per 3.500 euros i la segona per 1.600. Segons els responsables de la sala, el muntant pel qual s'havien adquirit les imatges, entre els 700 i els 3.500 euros, havien estat els habituals en vendes anteriors, i no s'havien incrementat per la polèmica del trasllat de l'arxiu Centelles a Salamanca.
David Balsells, conservador de fotografia del Museu Nacional d'Art de Catalunya, MNAC, present en aquesta subhasta, va explicar que l'Estat va exercir el dret de tanteig en representació de les diferents entitats que han mostrat interès per tenir les imatges. Després els reparteix i cadascun dels centres ha de pagar el preu aconseguit. A més de les imatges de Centelles, aquell dia es van subhastar 80 lots més que van assolir un valor d'uns 90.000 euros. El MNAC estava interessat en una quinzena de fotografies, entre elles diverses de Centelles però cap Capa. La fotografia més cara de la subhasta va ser “Nostàlgia”, d'Antoni Arissa, que va assolir els 7.500 euros, i que també es va quedar l'Estat.
El 10 de febrer de 2010 els germans Octavi i Sergi Centelles venien cinc fotografies del seu pare Agustí per 6.900 euros. Els diners es van destinar a Metges Sense Fronteres i la seva campanya d'ajuda a les víctimes del terratrèmol d'Haití. Els germans van expressar la seva “decepció” pel baix preu. Les cinc fotografies van ser adquirides per dos compradors privats que van pujar per telèfon durant la subhasta, realitzada a la Sala Soler i Llach de Barcelona.
Entre el 3 i el 4 de març de 2010, a la Sala Balcli's de Barcelona, es van subhastar 83 imatges de Centelles sobre la Guerra Civil, de les que només se'n van vendre 29, per un total de 26.075 euros, adquirides per col·leccionistes particulars. Aquestes imatges les havia comprat 16 anys abans als Encants de Barcelona Cristina Vinyals, que les va adquirir en reconèixer en elles als presidents de la Generalitat Companys i Macià. Vinyals les va posar en venda perquè se li va “encendre el llum” en esclatar la polèmica per la venda de l'arxiu Centelles. Cristina Vinyals les va escanejar totes però no es va quedar amb cap de les fotografies de Centelles.
El valor d'aquelles còpies era, segons va dir Sergi Centelles, de 800 a 1.000 euros. A la subhasta van anar sortint lots a partir de dues fotografies, des de 400 euros la més barata. S'havien tirat a mitjans dels anys 70 com a part del material del llibre Anys de mort i esperança, editat per Editorial Blume el 1979, amb textos d'Eduard Pons Prades. Totes les imatges comprades per Vinyals als Encants de Barcelona figuren en aquest llibre, i al revers tenien la numeració que se'ls donava al volum, i les marques i mesures de l'alçada i l'amplada per a la seva reproducció.
Darrere d'algunes còpies del feix de fotografies que Cristina Vinyals va comprar als Encants i que va col·locar a l'àlbum, s'havia estampillat “Fotografía Industrial Centelles. Av. Genmo. Franco, 379. Paseo de Gracia-Vía Layetana. Tel. 2285273”. En part dels reversos hi havia anotacions i comentaris manuscrits de l'autor que les singularitzaven i haguessin pogut incrementar el seu valor de subhasta. Entre les imatges venudes a la Sala Balcli's figuraven les anotades com "vida quotidiana", "empreses col·lectivitzades", "front de Teruel", "barricades", "una avioneta anunciant l'Olimpíada Popular", "víctimes de bombardejos" o "declaració de la República Catalana per Macià".

## Obra
Agustí Centelles és el més destacat fotoperiodista espanyol dels anys 30 del segle xx. Va ser el tercer fotògraf espanyol en utilitzar una càmera Leica de pas universal que li va permetre realitzar un tipus de fotografia diferent. Abans de la Guerra Civil espanyola buscà sintetitzar en imatges d'impacte la notícia que fotografia.
A partir de l'aixecament militar i la revolta popular de juliol de 1936, en les seves fotos, sota l'aparença d'un simple testimoni de presència en estat pur, la seva estètica acaba posant-se al servei d'una causa. Les fotos de guàrdies d'assalt, les de milicians acompanyats de les seves dones i joves sortint cap al front d'Aragó, les condicions del front... i després les fotos del camp de concentració de Bram, es converteixen en símbols que semblen documents.
Centelles treballava per lliure, sense que figurés el seu nom en els treballs publicats fora d'Espanya. La seva imatge de tres guàrdies d'assalt disparant rere d'uns cavalls morts a Barcelona el 19 de juliol va ser portada de France Soir i Newsweek.
Centelles és un dels pioners del fotoperiodisme modern, amb una gran intuïció per a la notícia i del sentit de la imatge. Tenia disposició i traça en condensar l'atmosfera d'una escena o construir una imatge descriptiva. Tenia capacitat de síntesi, preveia la notícia, s'anticipava al gest... i es va mantenir en primera línia de perill.
Les fotos d'una dona plorant el seu marit mort i una mare el seu fill després d'un bombardeig feixista a Lleida el 1937 s'han convertit en un clàssic de la denúncia de la barbàrie, són imatges a la vegada dramàtiques i espectaculars, però amb dimensió èpica, i amb la passió que s'ha atribuït el reporter espanyol per damunt de Capa, amb el que sovint se'l compara.
La generació pre-Leica dominada a Barcelona per Merletti, Puig Ferrant, Pérez de Rozas, Claret, Maymó o Brangulí no engrescava Centelles, que en la seva estada a El Día Gráfico va formar-se una gran cultura visual en repassar quantitats ingents de fotografies dels més cèlebres fotògrafs internacionals del moment. Centelles opta per captar els personatges en actituds naturals i espontànies, en composicions menys estàtiques, optant per grafismes més contundents i tractaments més raonats de la llum. El mateix Agustí Centelles va explicar: “m'adonava que el reportatge gràfic de llavors era molt amanerat i estètic i a mi això no m'agradava. Jo sentia la necessitat de reflectir una cosa més viva”.
En tornar a Barcelona després de la Guerra Civil espanyola i l'internament en camps de concentració ja no pogué treballar de fotoperiodista per ser considerat enemic del règim, i a partir de 1946 es va dedicar a la fotografia industrial i publicitària, fent treballs per Anís del Mono o Chupa Chups, entre altres empreses.

### Obra exposada
Entre març i abril de 2010 la Biblioteca de Catalunya va acollir una petita mostra amb el títol “L'últim Centelles”, amb un fotomuntatge, “Homenatge català a Karl Marx”, original d'Agustí Centelles datat en 1983, dos anys abans de la seva mort. Aquest material va ser donat a la Biblioteca de Catalunya per l'historiador Ricard Vinyes, el 10 de desembre de 2009, en plena polèmica per la venda de l'arxiu Centelles al Ministeri de Cultura. El fotomuntatge de la mostra de la Biblioteca de Catalunya es va acompanyar de publicacions sobre el fotoperiodista català.
Vinyes comenta que realitzava una investigació sobre periodistes d'abans de la Guerra Civil quan li van presentar a Centelles. Segons Vinyes, els dos eren militants del PSUC i va demanar al fotògraf una col·laboració especial per al centenari de Marx, tema estrella de la Festa del Treball de 1983. Mitjançant la tècnica del fotomuntatge, en voga durant els anys 30, el rostre de Marx al centre està rodejat pel retrat de nou comunistes històrics catalans com Rafael Vidiella, José del Barrio, Estanislau Ruiz o Joan Comorera. El muntatge fa 150 per 100 centímetres.
Tot i que l'arxiu Centelles anava cap a Salamanca, el MNAC, situat a Barcelona, va obrir el maig de 2012, dues noves sales, dins l'àmbit de la col·lecció d'art modern, dedicades a la fotografia d'Agustí Centelles i altres autors com Emili Godes, Pere Català Pic, Josep Maria Massana, Josep Lladó, Antoni Arisa i Gabriel Casas.
De Centelles poden veure's 24 imatges corresponents al 19 de juliol de 1936 a Barcelona i de mesos següents al front d'Aragó, i unes altres 15 fotografies del camp de concentració del Bram, on va estar entre març i setembre de 1939. Entre el material de Centelles hi ha còpies d'època i positivats per l'autor que daten de 1976. Aquestes imatges foren adquirides pel museu entre 2010 i 2012, en diferents subhastes.
A principis de 2011 es va celebrar una exposició sobre l'obra de Centelles al MoMA de Nova York, i a l'octubre de 2011 altres mostres a les universitats de Colúmbia i Yale.

### Libres
- VVAA, Agustí Centelles. El camp de concentració de Bram, 1939, Generalitat de Catalunya, Barcelona, 2010
- Centelles, Agustí, Diario de un fotógrafo, Península, Barcelona, 2009
- Balsells i Solé, David et alt, La Guerra Civil espanyola : fotògrafs per a la història, Museu Nacional d'Art de Catalunya, 2001, ISBN 84-8043-083-4
- Terré Alonso, Laura Begoña, Introducción a la historia de la fotografía en Cataluña, Lunwerg Editores, Barcelona, 2000 ISBN 84-7782-684-6
- Centelles, Agustí, Agustí Centelles : la lucidez de la mejor fotografía de guerra, T.F. Editores, Alcobendas, 1999 ISBN 84-95183-22-6
- Balcells, A; Fontcuberta, J; Green, J, Agustí Centelles (1909-1985): fotoperiodista, Fundació Caixa de Catalunya, Barcelona, 1988
- Pons Prades, Eduard, Anys de mort i esperança, Editorial Blume, Barcelona, 1979

### Articles de Diari
- “Sis fotos d'Agustí Centelles de la Guerra Civil surten a subhasta per 600 euros cada una”. Ara (15 novembre 2012)
- Casasús, Josep Maria. “Centelles reivindicat”. El Punt Avui (22 octubre 2012)
- Montañés, José Ángel. “El Centelles más auténtico”. El País (26 setembre 2012)
- “La Fundación Vila Casas reconstruye los años 30 en torno a 110 fotografías de Centelles”. La Vanguardia (25 setembre 2012)
- “La familia de Agustí Centelles inicia los contactos con el Ayuntamiento de Salamanca para promover actividades conjuntas” La Vanguardia (25 juny 2012)
- “Octavi Centelles diu que la Generalitat es vol quedar l'arxiu del seu pare amb trampes polítiques”. Ara (23 juny 2012)
- “El juez desestima la demanda de los Centelles contra los testigos de Jehová”. La Vanguardia (18 juny 2012)
- Alós, Ernest. “Un juez desestima la demanda de los hermanos Centelles contra los Testigos de Jehová”. El Periódico (18 juny 2012)
- “Los Centelles inician la reclamación europea contra los testigos de Jehová”. La Vanguardia (6 juny 2012)
- “El MNAC abre salas dedicadas a Agustí Centelles”. La Vanguardia (25 maig 2012)
- “Hallan fotos inéditas de Centelles donde aparece capa tras Hazaña y Negrín”. La Vanguardia (19 maig 2012)
- “El último fondo de Centelles llega a Salamanca”. El País (17 desembre 2011)
- “El último fondo fotográfico de Agustí Centelles llegará este sábado a Salamanca”. La Vanguardia (16 desembre 2011)
- “El hijo de Centelles no hablará con la Generalitat porque les mintieron y engañaron”. La Vanguardia (4 agost 2011)
- Constenla, T; Junquera, N. “Centelles, atado a Salamanca”. El País (29 juliol 2011)
- “Els fills de Centelles volen que l'arxiu fotogràfic es quedi a Salamanca”. Ara (21 juliol 2011)
- “Los hijos de Centelles reclaman 90.000 euros a los Testigos de Jehová por usar sin permiso una foto de su padre”. El Periódico (24 abril 2011)
- Pérez Pons, Mercè. “Placa para Centelles”. El País (16 juliol 2010)
- Alós, Ernest. “La subhasta de Centelles”. El Periódico (4 juliol 2010)
- Farré, Natàlia; Alós, Ernest. “La Generalitat renuncia a comprar fotos de Centelles para el MNAC”. El Periódico (5 març 2010)
- Montañés, José Ángel. “Los Centelles se explican”. El País (5 març 2010)
- Farré, Natàlia. “El Reina Sofía y el MNAC se reparten diez Centelles”. El Periódico (24 gener 2010)
- Cendrós, T; Tramullas, G. “El caso Centelles sigue abierto”. El Periódico (15 desembre 2009)
- Junquera, Natàlia. “Bienvenidos al tesoro Centelles”. El País (9 desembre 2009)
- “La maleta de Centelles”. El País (2 desembre 2009)